# Courtney Vandersloot
Courtney Vandersloot, née le 8 février 1989 à Kent (État de Washington), est une joueuse américaino-hongroise professionnelle de basket-ball.

## Biographie
Joueuse de l'année 2007 pour le Seattle Times avec 26,0 points, 7,0 passes décisives, 5,0 rebonds et 5,0 interceptions au lycée de Kentwood (dont elle est la meilleure scoreuse de l'histoire avec 1 684 points), elle est considérée comme le 63e meilleur prospect du pays par le site Scout.com, parmi les 15 meilleures meneuses du pays.
Elle rejoint l'université de Gonzaga en NCAA, dont est sorti l'ancien meneur de NBA John Stockton. Dès son année freshman, elle s'impose dans le cinq de départ, devenant la meilleure passeuse de l'équipe. Elle est nommée Newcomer of the Year de la West Coast Conference, puis joueuse de l'année de cette conférence la saison suivante avec 15,5 points, 9,0 passes, 2,5 rebonds et 2,0 interceptions. Elle est la meilleure passeuse (239), tireuse à 3 points (35) et voleuse de balles (69) de son équipe. Elle est aussi 3e passeuse du pays avec 7,5 passes décisives par rencontre et 18e au ratio passes sur balles perdues (1,96). À l'été 2009, elle est la première joueuse de Gonzaga jamais appelée en préparation nationale pour les mondiaux universitaires.
Elle reçoit de nouveau de nombreux honneurs pour sa saison juniore étant nommée pour la seconde fois consécutive Player of the Year de la West Coast Conference et MVP du tournoi de la conférence. Elle devient meilleure passeuse (751) et interceptrice de l'histoire de son université. Pour sa saison seniore (avec 19,8 points par rencontre), elle est sacrée pour la troisième fois meilleure joueuse de la WCC et remporte le Frances Pomeroy Naismith Award et Nancy Lieberman Award. Elle est la meilleure passeuse de toute la NCAA féminine et est la première (hommes et femmes confondus) à finir sa formation avec plus de 2 000 points et 1 000 passes avec 2 073 points et 1 118 passes. Ses 367 passes sont un record NCAA sur une saison et ses 1 118 en quatre ans la troisième meilleure performance de l'histoire.
Lors de la draft 2011, elle est choisie en troisième position par le Sky de Chicago.
Elle est nommée joueuse de la première semaine de septembre 2015 pour la première fois de sa carrière, contribuant aux deux victoires de son équipe en étant meilleure à l'adresse (68,4 %, 13/19) à l'adresse à trois points (83,3 %, 5/6) de sa conférence, la seconde aux passes décisives (5,5) et la huitième de sa conférence aux points inscrits (15,5) avec notamment un plus haut en carrière de 21 points de 5 passes décisives face au Liberty de New York.
le 21 juillet 2018, elle réussit le septième triple-double de l'histoire en saison régulière WNBA lors d'un victoire face aux Wings de Dallas avec 15 passes décisives (à une unité du record absolu de passes de Ticha Penicheiro), 13 points et 10 rebonds. Le 14 août, lors d'une rencontre face au Lynx du Minnesota, elle bat le record du nombre de passes décisives en saison régulière établi lors de la saison WNBA 2000 par Ticha Penicheiro qui était de 236. Pour la première fois de sa carrière, elle est élue dans le second meilleur cinq de la WNBA lors de sa meilleure saison aux points inscrits (12,5) et établissant un nouveau record de passes décisives en saison régulière avec 258 unités, soit 8,6 passes par rencontre.
Le 31 août 2020, elle bat le record WNBA de 16 passes décisives de Ticha Penicheiro (atteint en 1998 et 2002) en portant la barre à 18 unités lors d'une victoire 100 à 77 face au Fever de l'Indiana.
Malgré une saison régulière 2021 moyenne (16 victoires - 16 défaites), elle parvient à remporter un titre de champion avec le Sky de Chicago qui s'impose en finales 3 à 1 face au Mercury de Phoenix,.

### Europe
En 2011-2012, elle rejoint le club turc de Beşiktaş, qui dispute l'Eurocoupe, avec des moyennes de 13 points, 3,6 rebonds et 5,2 passes décisives.
Après avoir joué quelques semaines en Croatie au Novi Zagreb (13 points, 8 rebonds et 8 passes décisives en deux rencontres d'Euroligue), elle signe en février 2013 en Slovaquie à MBK Ružomberok. Après avoir commencé la saison 2013-2014 d'Euroligue à Győr (19,4 points, 5,6 rebonds et 3,6 passes décisives), elle signe début 2014 à Schio (11 points, 2,8 rebonds et 3,1 passes décisives),. Elle signe en mai pour rejoindre le club polonais d'Euroligue Wisła Cracovie la saison suivante. Pour 2015-2016, elle s'engage en faveur du club turc d'Orduspor puis après la saison WNBA 2016 pour un autre club turc Université du Proche-Orient. En 2017-2018, ses statistiques en Euroligue sont de 13,6 points et 8,6 passes décisives et Yakin Dogu se qualifie pour le Final Four.
Pour 2017-2018, elle joue en Turquie avec Yakin Dogu, puis l'année suivante avec le club russe UMMC Iekaterinbourg.

## Équipe nationale
Elle figure dans la présélection pour le championnat du monde 2014 mais est retenue par les Finales WNBA. Après celles-ci, elle n'est pas appelée à rejoindre le groupe. En 2015, elle participe à une tournée de quatre rencontres en Europe (4,8 points, 1,5 passe décisive et 1,5 interception), mais fait partie des dernières non-sélectionnées pour la sélection américaine des Jeux de Rio. Malgré le possible renouvellement des lignes arrières de la sélection étoilée, elle choisit en novembre 2016 la nationalité hongroise (dont la sélection ne s'est pas qualifiée pour une olympiade depuis 1980) et participe au championnat d'Europe 2017 sous ses nouvelles couleurs.

## Palmarès
- Championne WNBA 2021[11]
- Championne WNBA 2024

## Distinctions individuelles
- Sélectionnée aux All-Star Game WNBA 2011 et 2019[23].
- WNBA All-Rookie Team 2011 [24]
- Second meilleur cinq de la WNBA (2015, 2018[8])

## Pour approfondir